# Elmore Manufacturing

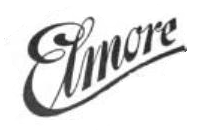
Logo der Marke Elmore

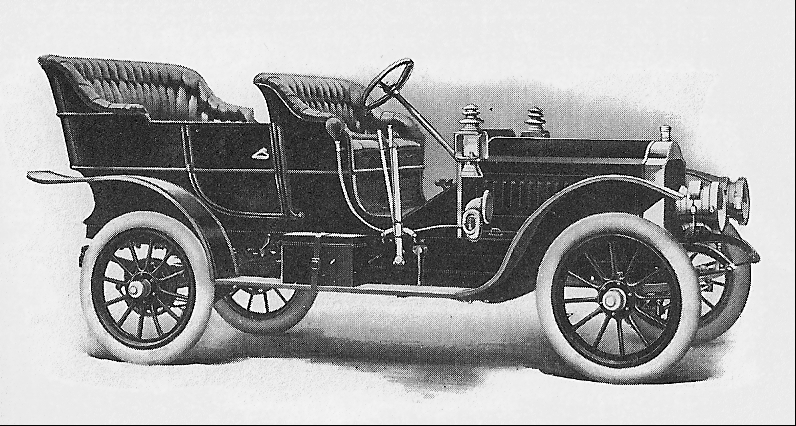
Elmore Modell 40 (1908)

Die Elmore Manufacturing Company war ein US-amerikanischer Automobilhersteller, der von 1899 bis 1912 in Clyde (Ohio) ansässig war. Ihren Namen hatte die Gesellschaft vom nahegelegenen Ort Elmore (Ohio), wo die ersten Produktionsstätten lagen. Firmengründer waren die Gebrüder James und Burton Becker, die in der Holzmühle ihres Vaters zuerst eine Fahrradproduktion aufbauten und dann Automobile bauten. Elmore stattete seine Fahrzeuge mit  Zweitaktmotoren aus; meistens handelte es sich um Ein- oder Reihenzweizylindertriebwerke, später auch Reihendrei- und -vierzylindermotoren.

## Beschreibung
Das kleinste Modell 1903 war der Elmore Convertible Runabout. Der viersitzige Tonneau kostete nur US$ 650,–, womit er eines der preisgünstigsten Fahrzeuge auf dem Markt war. Der liegend eingebaute Einzylindermotor in der Mitte des Wagens leistete 6,5 bhp (4,8 kW) und seine Kraft wurde über ein Zweigang-Planetengetriebe an die Hinterräder weitergeleitet. Der Wagen wog 476 kg.
Der nächstgrößere Wagen war der Elmore Runabout. Er bot nur Platz für 2 Passagiere und kostete US$ 800,–. Der stehend eingebaute Zweizylindermotor saß ebenfalls in der Fahrzeugmitte und leistete 8 bhp (5,9 kW). Es war ein Dreiganggetriebe eingebaut. Der Wagen mit Winkeleisenrahmen wog 635 kg.
Das Spitzenmodell war der Elmore Tonneau. Er hatte vier Sitzplätze und war für US$ 1400,– zu haben. Der vorne liegend eingebaute Zweizylindermotor leistete 12 bhp (8,8 kW) und war ebenfalls mit einem Dreiganggetriebe verbunden. Auch dieser Wagen hatte einen Rahmen aus Winkeleisen und wog 680 kg.
1907 stellte Elmore 400 Automobile her, das beste Jahresergebnis der Firma. 1908 erregte der Dreizylinder-Zweitakt-Elmore die Aufmerksamkeit von William C. Durant, dem Gründer von General Motors. Er kaufte die Firma im Folgejahr für US$ 500.000,– auf und so wurde Elmore eine Marke von General Motors. Nachdem Durant 1910 General Motors verlassen musste, stellte man bald die Marke Elmore ein, ebenso wie etliche andere, wenig leistungsfähige Marken. Dies sollte General Motors finanzielle Stabilität verleihen.

## Modelle
| Modell   | Bauzeitraum | Zylinder | Leistung           | Radstand | Aufbauten                                                |
| -------- | ----------- | -------- | ------------------ | -------- | -------------------------------------------------------- |
| Runabout | 1901–1902   | 1        | 3,5 bhp (2,6 kW)   | 1575 mm  | Runabout 2 Sitze                                         |
| Trap     | 1901–1902   | 1        | 6 bhp (4,4 kW)     | 1575 mm  |                                                          |
| 6        | 1903        | 1        | 6,5 bhp (4,8 kW)   | 1575 mm  | Runabout 4 Sitze                                         |
| 7        | 1903        | 2 Reihe  | 8 bhp (5,9 kW)     | 1575 mm  | Runabout 2 Sitze                                         |
| 8        | 1903        | 2 Reihe  | 12 bhp (8,8 kW)    | 1575 mm  | Tonneau 5 Sitze                                          |
| 9        | 1904        | 1        | 10 bhp (7,4 kW)    | 1981 mm  | Runabout 2 Sitze, Tonneau 4 Sitze, Lieferwagen 2 Sitze   |
| 10       | 1905        | 1        | 10 bhp (7,4 kW)    | 1981 mm  | Tonneau 4 Sitze                                          |
| 11       | 1905        | 2 Reihe  | 16 bhp (11,8 kW)   | 2108 mm  | Tonneau, Tonneau-Cabriolet                               |
| 14       | 1906        | 3 Reihe  | 24 bhp (17,6 kW)   | 2337 mm  | Tourenwagen 5 Sitze                                      |
| 15       | 1906        | 4 Reihe  | 35 bhp (26 kW)     | 2642 mm  | Tourenwagen 5 Sitze                                      |
| 16 / 17  | 1907        | 3 Reihe  | 24 bhp (17,6 kW)   | 2642 mm  | Runabout 2 Sitze, Tourenwagen 5 Sitze                    |
| 18       | 1907        | 4 Reihe  | 35 bhp (26 kW)     | 2794 mm  | Tourenwagen 5 Sitze                                      |
| 30       | 1908        | 3 Reihe  | 24 bhp (17,6 kW)   | 2591 mm  | Roadster, Tourenwagen 5 Sitze                            |
| 40       | 1908        | 4 Reihe  | 35 bhp (26 kW)     | 2769 mm  | Tourenwagen 5 Sitze                                      |
| 33       | 1909        | 3 Reihe  | 24 bhp (17,6 kW)   | 2642 mm  | Roadster 4 Sitze, Tourenwagen 5 Sitze, Landaulet 5 Sitze |
| 44       | 1909        | 4 Reihe  | 35 bhp (26 kW)     | 2794 mm  | Tourenwagen 5 Sitze                                      |
| 36       | 1910        | 4 Reihe  | 36 bhp (26,5 kW)   | 2794 mm  | Tourenwagen 5 Sitze, Demi-Tonneau                        |
| 46       | 1910        | 4 Reihe  | 46 bhp (34 kW)     | 3048 mm  | Tourenwagen 7 Sitze                                      |
| 25       | 1911        | 4 Reihe  | 25 bhp (18,4 kW)   | 2756 mm  | Roadster 4 Sitze, Tourenwagen 5 Sitze                    |
| 36-B     | 1911        | 4 Reihe  | 50 bhp (37 kW)     | 2896 mm  | Tourenwagen 7 Sitze                                      |
| 46-B     | 1911        | 4 Reihe  | 70 bhp (51 kW)     | 3239 mm  | Tourenwagen 7 Sitze                                      |
| 26 / 27  | 1912        | 4 Reihe  | 25,6 bhp (18,8 kW) | 2756 mm  | Roadster 4 Sitze, Tourenwagen 5 Sitze                    |
| 37 / 38  | 1912        | 4 Reihe  | 32,4 bhp (23,8 kW) | 2896 mm  | Demi-Tonneau, Tourenwagen 5 Sitze                        |